# Кассиодор (иллюстрий)
Кассиодо́р (лат. Cassiodorus; V век) — знатный римлянин, первый достоверно известный член рода Кассиодоров, живший на Апеннинском полуострове; прадед одноимённого ему Кассиодора Сенатора, одного из наиболее видных деятелей Остготского королевства.

## Биография
Основной исторический источник о Кассиодоре — «Варии» его правнука Кассиодора Сенатора.
Повествуя в посланиях об истории своей семьи, Кассиодор Сенатор упоминал и об одноимённом ему прадеде. Согласно одному из писем, датированному приблизительно 507 годом и посвящённому дарованию королём остготов Теодорихом Великим Кассиодору Старшему титула патриций, Кассиодор был выходцем из знатного рода Кассиодоров, предки которого жили в восточных провинциях Римской империи. Вероятно, первоначальным местом жительства этой семьи была Сирия, так как традиционное имя представителей этого рода — Кассиодор (др.-греч. Κασιόδωρος и Κασσιόδωρος) — восходило к широко распространённому в окрестностях Антиохии культу Зевса Касийского, главное святилище которого находилось на горе Касий. Среди близких родственников Кассиодоров был Гелиодор, занимавший должность префекта претория при византийском императоре Льве I Макелле. Возможно, Кассиодор был первым из своего рода, приехавшим на Апеннинский полуостров и обосновавшимся в Бруттии. Предполагается, что это произошло в начале V века. Здесь Кассиодор обзавёлся значительным имуществом: в том числе, поместьем вблизи Скилация (современный Скуилачче). Это позволило ему и его потомкам войти в высшие круги местной знати.
Неизвестно когда и при каких обстоятельствах Кассиодор получил должность иллюстрия (лат. vir inlustris). Наиболее известное его деяние — организация военных сил для защиты провинций Лукания и Бруттий и Сицилия от нападений вандалов короля Гейзериха. В ответ на свою просьбу Кассиодор получил от правителей империи разрешение самостоятельно собрать войска на Сицилии и в Калабрии и с этими силами противостоять вторжению. Возможно, эти события тождественны упоминавшимся в одной из новелл западно-римского императора Валентиниана III вандальским набегам на Сицилию и Южную Италию в 440 году, совершённым Гейзерихом во время войны 439—442 годов. Однако, возможно, что имеется ввиду вторжение вандалов в 455 году, года ими был разграблен Рим. По словам Кассиодора Сенатора, именно успех в отражении вторжения вандалов «заслуженно» сделал его прадеда «первенствующим в тех провинциях».
О семейной жизни Кассиодора сведений не сохранилось. Известно только, что у него был сын, получивший традиционное в своей семье имя: Кассиодор.